# Койсански езици
Койсанските езици съставляват най-малкия и най-лошо поддържан тип африкански езици. В миналото те са говорени главно от бушмените (сан) и хотентотите (кой). Днес те се говорят само в пустинята Калахари в югозападна Африка и в една малка област в Танзания. Единственият широко разпространен койсански език е нама с четвърт милион говорещи; сандауе е втори с около 40 000, някои от които използват само него; и групата Джу се говори от около 30 000 души общо. Много от останалите езици стават все по-редки или умиращи, а за няколко е известно, че са мъртви. Повечето от тях нямат писмени записи. Танзанийските хадза и сандауе обикновено се класифицират като койсански, но всички техни разклонения са в най-добрия случай изключително далечни лингвистично. Много езиковеди разглеждат койсанския тип като все още недоказана хипотеза.
Койсанските езици са най-известни с използването на цъкащи съгласни като фонеми. Езикът Джу/'хоан има около 30 цъкащи съгласни (без да се смятат групите) и може би 90 отделни фонеми, включително резки фарингеализирани гласни и 4 тона. !Ксóõ и ‡хõã езиците са с подобна сложност. Много хора са чули за тази група езици чрез езика на Н!хау от филма от 1980 г. „Боговете сигурно са полудели“.
Единствените други езици, използващи цъкания като фонеми са съседните Банту езици в южна Африка като кхоса, зулу и сесото; Южният кушитски дахало в Кения и един мъртъв церемониален език на австралийските аборигени, дамин. За всички тези езици освен дамин се смята, че са възприели използването на цъкания от съседни койсански народи.
Граматически койсанските езици са общо взето доста аналитични. Често се използват наставки, но словоредът се използва по-често от инфлексията.

## Книгопис

### На английски език
- ((en))Treis, Yvonne (1998) 'Names of Khoisan languages and their variants', in Schladt, Matthias (ed.) Language, Identity, and Conceptualization among the Khoisan. Köln: Rüdiger Köppe, 463 – 503.
- ((en))Westphal, E.O.J. (1971) 'The click languages of Southern and Eastern Africa', in Sebeok, T.A. (ed.) Current trends in Linguistics Vol. 7: Linguistics in Sub-Saharan Africa. Berlin: Mouton, 367 – 420.

### На немски език
- Köhler, O. (1971) 'Die Khoe-sprachigen Buschmänner der Kalahari', Forschungen zur allgemeinen und regionalen Geschichte. (Festschrift Kurt Kayser). Wiesbaden: F. Steiner, 373 – 411.
- Vossen, Rainer (1997) Die Khoe-Sprachen. Ein Beitrag zur Erforschung der Sprachgeschichte Afrikas. Köln: Rüdiger Köppe.
- Winter, J.C. (1981) 'Die Khoisan-Familie'. In Heine, Bernd, Schadeberg Thilo C. & Wolff, Ekkehard (eds.) Die Sprachen Afrikas. Hamburg: Helmut Buske, 329 – 374.